# Skolen for Brugskunst
Skolen for Brugskunst var en dansk uddannelsesinstitution oprettet i 1973 ved den endelige fusion af Tegne- og Kunstindustriskolen og Kunsthåndværkerskolen, en sammenlægning der var begyndt i 1967.
Skolen for Brugskunst blev i 1989 sammenlagt med Skolen for Boligindretning og blev til Danmarks Designskole.